# Manuel María Madiedo
Manuel María Madiedo, né le 14 septembre 1815 à Carthagène des Indes et mort le 6 septembre 1888 à Bogota, est un écrivain, journaliste et homme politique colombien.